# Noron-l’Abbaye
Noron-l’Abbaye (Ausspracheⓘ) ist eine französische Gemeinde mit 317 Einwohnern (Stand: 1. Januar 2022) im Département Calvados in der Region Normandie. Sie gehört zum Arrondissement Caen und zum Kanton Falaise. Die Einwohner werden als Noronnais bezeichnet.

## Geografie
Noron-l’Abbaye grenzt im Osten an Falaise. Umgeben wird die Gemeinde von Saint-Pierre-Canivet im Norden, Aubigny im Nordosten, Saint-Martin-de-Mieux im Südosten, Süden und Südwesten, Martigny-sur-l’Ante im Westen sowie Villers-Canivet in nordwestlicher Richtung.

## Bevölkerungsentwicklung
| Jahr                             | 1793 | 1836 | 1876 | 1926 | 1946 | 1968 | 1990 | 2016 |
| Einwohner                        | 298  | 369  | 285  | 195  | 179  | 192  | 211  | 312  |
| Quelle: Cassini, EHESS und INSEE |      |      |      |      |      |      |      |      |

## Sehenswürdigkeiten
- Kirche Saint-Cyr-et-Sainte-Julitte aus dem 13. Jahrhundert, seit 1928 Monument historique[2]
- Überreste einer Priorei aus dem 12. Jahrhundert, seit 1928 Monument historique[3]
- Lavoir